# Championnat de Suisse de hockey sur glace 1913-1914
Saison précédente Saison suivante
La saison 1913-1914 est la 6e saison du championnat de Suisse de hockey sur glace.

## Championnat national
Le championnat de première division est annulé à cause du mauvais temps,, mais on joue tout de même au hockey en Série B. La saison suivante sera par contre complètement abandonnée en raison de la mobilisation pour la Première Guerre mondiale.

## Série B

### Groupe I
- 7 février 1914 HC Rosey - HC Bellerive Vevey 3-0[3]
- 7 février 1914 HC Rosey - Gstaad 6-0
- 7 février 1914 Gstaad - HC Bellerive Vevey 6-0[4]

| Clt   | Équipe             | PJ | V | D | N | BP | BC | Diff | Pts |
| ----- | ------------------ | -- | - | - | - | -- | -- | ---- | --- |
| +001, | HC Rosey           | 2  | 2 | 0 | 0 | 9  | 0  | +9   | 6   |
| +002, | Gstaad             | 2  | 1 | 1 | 0 | 6  | 6  | 0    | 3   |
| +003, | HC Bellerive Vevey | 2  | 0 | 2 | 0 | 0  | 9  | -9   | 0   |

- En gras : qualifié pour la finale

### Groupe II
- 7 février 1914 HC Berne - Lausanne 7-1
- 7 février 1914 HC La Villa - Lausanne 4-1
- 8 février 1914 HC La Villa - HC Berne 1-0

| Clt   | Équipe          | PJ | V | D | N | BP | BC | Diff | Pts |
| ----- | --------------- | -- | - | - | - | -- | -- | ---- | --- |
| +001, | HC La Villa (T) | 2  | 2 | 0 | 0 | 5  | 1  | +4   | 6   |
| +002, | HC Berne        | 2  | 1 | 1 | 0 | 7  | 2  | +5   | 3   |
| +003, | Lausanne        | 2  | 0 | 2 | 0 | 2  | 11 | -9   | 0   |

- En gras : qualifié pour la finale

### Finale
- 8 février 1914 HC Rosey - HC La Villa 3-0